# Ökorégió

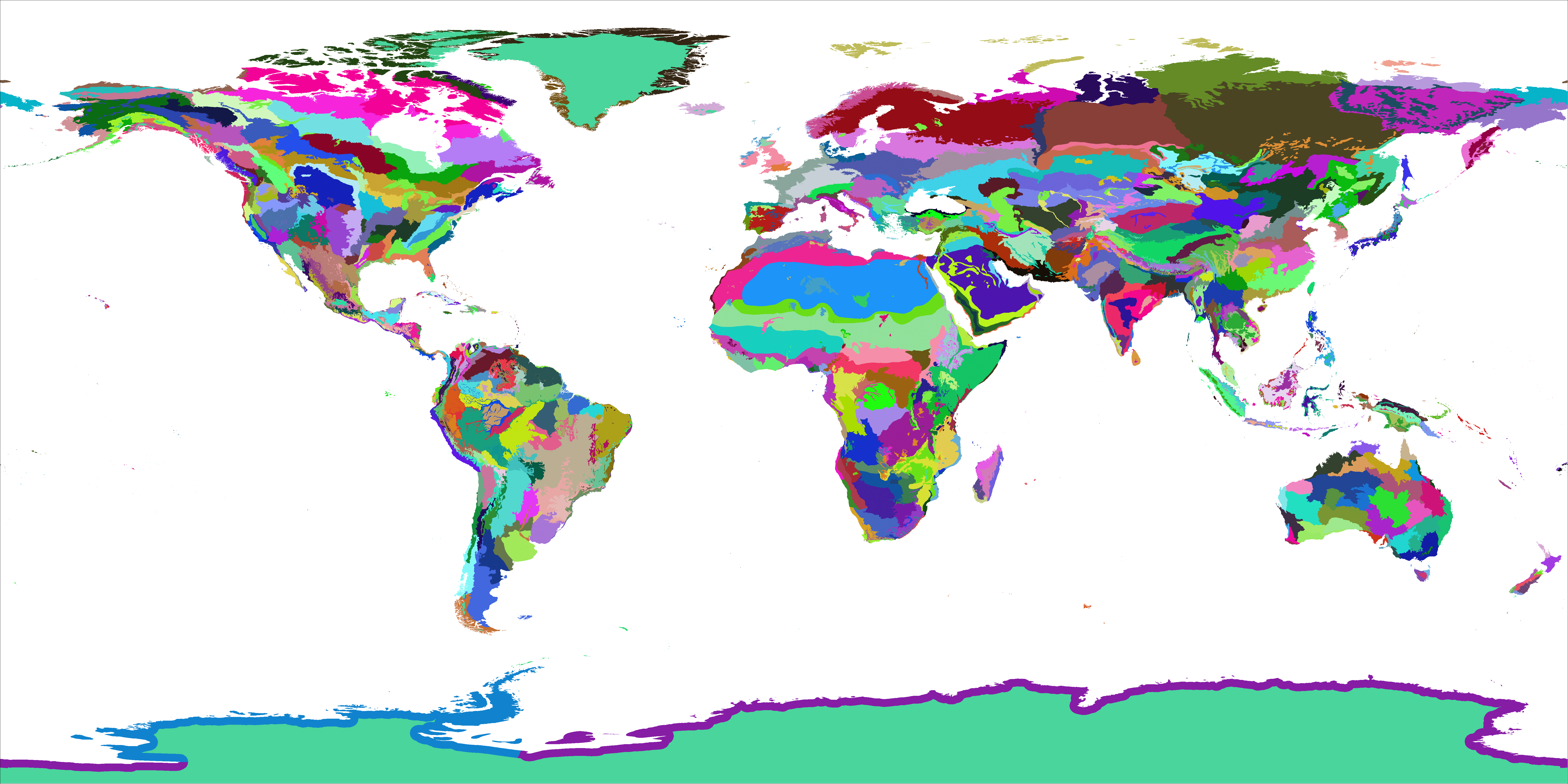
A WWF szárazföldi ökorégióinak térképe

Az ökorégió olyan természetföldrajzi területegység, amely flóráját és faunáját tekintve egy egységet képez. Az egyes ökorégiók nagyobb területű biomokba sorolhatók be, illetve emellett a faunabirodalmakat és flórabirodalmakat összefogó biorégiók alegységének is tekinthetőek.

## Jellemzők
A WWF jelenleg 14 biomot különböztet meg, amelyekhez összesen 867 szárazföldi ökorégió tartozik. A szárazföldekhez hasonlóan a vízi életközösségek is ökorégiókra oszlanak, a tengereket és óceánokat 232, az édesvízi víztesteket pedig 426 ilyen egységre osztják fel. Az ökorégiók határainak meghúzásakor a kutatók igyekeznek minél több hasonló területi elterjedésű rendszertani csoportot figyelembe venni és kizárólag az emberi beavatkozás előtti állapotot veszik figyelembe. Az ökorégiók mérete apró területektől országnyi területekig változhatnak, határaiknál csak ritkán különülnek el élesen egymástól, rendszerint fokozatosan illetve mozaikosan, úgynevezett ökotonokon keresztül váltanak át egymásba. Természetvédelmi projektek gyakran irányulnak egy-egy biorégió élővilágának, biodiverzitásának megőrzésére. Magyarország teljes területe a pannon elegyes erdők elnevezésű ökorégióhoz tartozik.

## Ökorégiók listája kontinensenként
- Afrika ökorégióinak listája
- Az Antarktisz ökorégióinak listája
- Ausztrália és Óceánia ökorégióinak listája
- Ázsia ökorégióinak listája
- Európa ökorégióinak listája
- Közép- és Dél-Amerika ökorégióinak listája